# Rio del Mar
Rio del Mar és una concentració de població designada pel cens dels Estats Units a l'estat de Califòrnia. Segons el cens del 2000 tenia 9.198 habitants.

## Demografia
Segons el cens del 2000, Rio del Mar tenia 9.198 habitants, 4.008 habitatges, i 2.549 famílies. La densitat de població era de 1.187,7 habitants/km².
Dels 4.008 habitatges en un 25,4% hi vivien nens de menys de 18 anys, en un 53% hi vivien parelles casades, en un 7,4% dones solteres, i en un 36,4% no eren unitats familiars. En el 26% dels habitatges hi vivien persones soles el 10,4% de les quals corresponia a persones de 65 anys o més que vivien soles. El nombre mitjà de persones vivint en cada habitatge era de 2,29 i el nombre mitjà de persones que vivien en cada família era de 2,74.
Per edats la població es repartia de la següent manera: un 19,2% tenia menys de 18 anys, un 5,8% entre 18 i 24, un 26,8% entre 25 i 44, un 31,9% de 45 a 60 i un 16,3% 65 anys o més.
L'edat mediana era de 44 anys. Per cada 100 dones de 18 o més anys hi havia 90,9 homes.
La renda mediana per habitatge era de 75.282 $ i la renda mediana per família de 85.355 $. Els homes tenien una renda mediana de 70.612 $ mentre que les dones 41.449 $. La renda per capita de la població era de 39.034 $. Entorn del 3,1% de les famílies i el 6,3% de la població estaven per davall del llindar de pobresa.

## Poblacions més properes
El següent diagrama mostra les poblacions més properes.